# José Antonio Camacho
Pour les articles homonymes, voir Camacho.
José Antonio Camacho Alfaro, né le 8 juin 1955 à Cieza, est un joueur de football international espagnol reconverti en entraîneur. Camacho a été formé à Albacete avant de rejoindre en 1974 le Real Madrid où il a joué jusqu'en 1989. 
Il a notamment entraîné l'Espanyol de Barcelone, le Séville FC, Osasuna, Benfica, l'équipe d'Espagne et l'équipe de Chine.

## Biographie
À peine âgé de 18 ans, il s'impose vite comme l'un des meilleurs défenseur Espagnol. À la suite des deux Liga remportés par le Real Madrid en 1975 et 1976, il intègre rapidement l'équipe d'Espagne.
Camacho participe avec l'équipe d'Espagne à deux coupes du monde en  1982 et en 1986 et à l'Euro 1984. Malgré de nombreuses blessures, il totalise 81 sélections en équipe nationale ce qui fait de lui un des joueurs les plus capés d'Espagne.
Cependant c'est avec le Real Madrid que sa carrière atteint des sommets. Vainqueur de la Coupe UEFA en 1985 et 1986, Camacho est un élément incontournable du Real des années 1980 avec lequel il remporte 9 Ligas et joue 415 rencontres.
C'est donc tout naturellement comme entraîneur de l'équipe junior puis de l'équipe B du Real Madrid qu'il commence sa nouvelle carrière. Après avoir entraîné avec plus ou moins de succès l'Espanyol Barcelone et le Séville FC, il est appelé en 1998 pour diriger l'équipe d'Espagne avec laquelle il obtient d'assez bons résultats. Les Espagnols sont éliminés en quart de finale de l'Euro 2000 par la France à l'issue d'un match très disputé puis échouent aux portes des demi-finales de la coupe du monde 2002, battus d'une manière discutable par la Corée après tirs au but. 
Il devient après la Coupe du monde entraîneur du Benfica Lisbonne avec lequel il remporte la coupe du Portugal 2004, son premier trophée en tant qu'entraîneur. 
En juillet 2004, il est appelé pour redresser une équipe du Real Madrid en crise. Mais il entre en conflit avec une partie de l'encadrement technique et financier du club et démissionne après avoir passé seulement quatre matchs sur le banc du Real. 
En 2005-2006, José Antonio Camacho n'a pas retrouvé de club et reste au chômage. En août 2007, Camacho retourne au Benfica Lisbonne après l'éviction de Fernando Santos. Le 9 mars 2008 après un match nul (2-2) à domicile face à la lanterne rouge Leiria, il donne peu après la rencontre, sa démission. Benfica est alors deuxième du championnat avec 14 points de retard sur le leader, Porto.
En février 2011, Camacho est limogé par le club d'Osasuna, par manque de résultat. Il est remplacé par José Luis Mendilibar.
Le 14 août 2011, il est nommé sélectionneur de l'équipe de Chine pour une durée de trois ans.
Le 21 juin 2013, il est démis de sa fonction de sélectionneur de l'équipe de Chine à la suite de la défaite historique de son équipe face à l'équipe de Thaïlande 1-5.
En novembre 2016, Camacho est nommé entraîneur de l'équipe nationale gabonaise. Le 12 septembre 2018, la Fédération gabonaise annonce qu'elle ne renouvellera pas son contrat en raison des contre-performances de l'équipe nationale.

## Palmarès joueur

### Avec Castilla
- Vainqueur de la Coupe d'Espagne en 1974

### Avec leReal Madrid
- Vainqueur de la Coupe de l'UEFA en 1985 et 1986
- Champion d'Espagne en 1975, 1976, 1978, 1979, 1980, 1986, 1987, 1988 et 1989
- Vainqueur de la Coupe d'Espagne en 1975, 1980, 1982 et 1989
- Vainqueur de la Supercoupe d'Espagne en 1988 et 1989
- Vainqueur de la Coupe de la Ligue en 1985
- Finaliste de Coupe d'Europe des Clubs Champions en 1981

### Avec l'Équipe d'Espagne
- 81 sélections entre 1975 et 1988
- Vice-Champion d'Europe des Nations en 1984
- Participation au Championnat d'Europe des Nations en 1984 (Finaliste) et en 1988 (Premier Tour)
- Participation à la Coupe du monde en 1982 (2eTour) et en 1986 (1/4 de finaliste)

## Palmarès entraineur

### Avec Benfica Lisbonne
- Coupe du Portugal 2004